# Aleksei Rykov (cầu thủ bóng đá)
Aleksei Dmitriyevich Rykov (tiếng Nga: Алексей Дмитриевич Рыков; sinh ngày 14 tháng 5 năm 2000) là một cầu thủ bóng đá người Nga thi đấu cho FC Murom.

## Sự nghiệp câu lạc bộ
Anh có màn ra mắt tại Giải bóng đá chuyên nghiệp quốc gia Nga cho FC Murom vào ngày 15 tháng 9 năm 2017 trong trận đấu với FC Znamya Truda Orekhovo-Zuyevo.